# مديرية نهم
مديرية نِهم إحدى مديريات محافظة صنعاء اليمنية. بلغ عدد سكانها 41502 نسمة عام 2004. تقع شمال شرق العاصمة صنعاء مباشرة.
تقع أراضي نهم في شمال شرق العاصمة صنعاء، يحدها من الشمال الجوف وبلاد سفيان، ومن الشرق الجوف، ومن الجنوب بنو حشيش وخولان العالية ، ومن الغرب أرحب.

## المناخ
يظهر الجدول التالي التغييرات المناخية على مدار السنة لمديرية نهم:
| البيانات المناخية لـمديرية نهم    | البيانات المناخية لـمديرية نهم | البيانات المناخية لـمديرية نهم | البيانات المناخية لـمديرية نهم | البيانات المناخية لـمديرية نهم | البيانات المناخية لـمديرية نهم | البيانات المناخية لـمديرية نهم | البيانات المناخية لـمديرية نهم | البيانات المناخية لـمديرية نهم | البيانات المناخية لـمديرية نهم | البيانات المناخية لـمديرية نهم | البيانات المناخية لـمديرية نهم | البيانات المناخية لـمديرية نهم | البيانات المناخية لـمديرية نهم |
| الشهر                             | يناير                          | فبراير                         | مارس                           | أبريل                          | مايو                           | يونيو                          | يوليو                          | أغسطس                          | سبتمبر                         | أكتوبر                         | نوفمبر                         | ديسمبر                         | المعدل السنوي                  |
| --------------------------------- | ------------------------------ | ------------------------------ | ------------------------------ | ------------------------------ | ------------------------------ | ------------------------------ | ------------------------------ | ------------------------------ | ------------------------------ | ------------------------------ | ------------------------------ | ------------------------------ | ------------------------------ |
| متوسط درجة الحرارة الكبرى °م (°ف) | 21.6 (70.9)                    | 23.2 (73.8)                    | 24.5 (76.1)                    | 24.7 (76.5)                    | 25.6 (78.1)                    | 27.6 (81.7)                    | 26.5 (79.7)                    | 25.8 (78.4)                    | 24.9 (76.8)                    | 21.9 (71.4)                    | 19.1 (66.4)                    | 21.1 (70.0)                    | 23.9 (75.0)                    |
| المتوسط اليومي °م (°ف)            | 12.4 (54.3)                    | 13.3 (55.9)                    | 16.1 (61.0)                    | 16.8 (62.2)                    | 18.2 (64.8)                    | 19.1 (66.4)                    | 19.8 (67.6)                    | 19.1 (66.4)                    | 18 (64)                        | 14.5 (58.1)                    | 11.4 (52.5)                    | 12.4 (54.3)                    | 15.9 (60.6)                    |
| متوسط درجة الحرارة الصغرى °م (°ف) | 3.3 (37.9)                     | 3.5 (38.3)                     | 7.7 (45.9)                     | 8.9 (48.0)                     | 10.8 (51.4)                    | 10.7 (51.3)                    | 13.1 (55.6)                    | 12.5 (54.5)                    | 11.1 (52.0)                    | 7.2 (45.0)                     | 3.8 (38.8)                     | 3.7 (38.7)                     | 8.0 (46.5)                     |
| معدل هطول الأمطار مم (إنش)        | 7 (0.3)                        | 2 (0.1)                        | 9 (0.4)                        | 33 (1.3)                       | 38 (1.5)                       | 3 (0.1)                        | 42 (1.7)                       | 58 (2.3)                       | 5 (0.2)                        | 0 (0)                          | 6 (0.2)                        | 8 (0.3)                        | 211 (8.4)                      |
| المصدر: Climate-Data.org          |                                |                                |                                |                                |                                |                                |                                |                                |                                |                                |                                |                                |                                |

## العزل

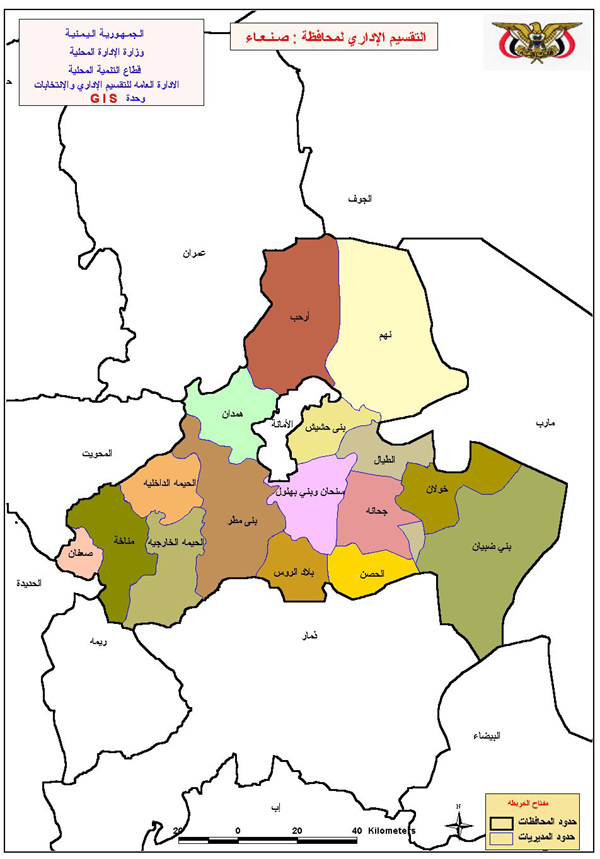
موقع مديرية نهم في محافظة صنعاء

نهم قبيلة من قبائل اليمن، تنقسم إلى غُفيري ومحلفي، ثم ينقسم الغُفيري إلى ثلاثـة أقسام:
- عيال غفير: عيال غفير سمح وهم حميدي وضحاكي وعبدلي وشوذري، ثم عيال غفير المطيرة، وعيال أحمد والنعيمات وبنو بارق.
- الحنشات: العواصم والجفور والقميحات
- الجدعان: آل حرمل وآل جمعان وآل خضير، ومساكن الجدعان الجوف.

أما المحلف (المحلفي) فينقسم إلى قسمين منصوري:
- منصوري: مرهبة وبنو منصور.
- صيادي (عيال صياد): عواض وفهدي.

والمذكورون هم من قبائل مرهبة في عداد نهم ، والجميع من بكيل، ومن المنصوري عذر مطرة، وهو في الأصل من عذر حاشد، كما جاء عند " الهمداني " في كتابه " صفة جزيرة العرب " وعدادهم في نهم.